# 샤를로트 드 윗
샤를로트 드 윗(Charlotte de Witte, 1992년 7월 21일 ~ )은 벨기에의 DJ, 음악 프로듀서이다.

## 음반 목록

### DJ 믹스
- Turbo Promo DJ Mix (2016)
- TConnection (2017)
- TGroove Podcast 163 (2018)
- TSonneMondSterne XXII (2018)